# Chiesa di Sant'Andrea Apostolo (Mossa)
La chiesa di Sant'Andrea Apostolo è la parrocchiale di Mossa, in provincia ed arcidiocesi di Gorizia; fa parte del decanato di Cormons.

## Storia
La località di Mossa è indicata come sede pievana in un documento del XIII secolo.
L'antica chiesa di Mossa, situata in periferia e dotata di un campanile simile a quello della chiesa di Prosecco. Fu costruita nel XVI secolo e ampliata nel Settecento. Questa chiesa fu consacrata il 21 maggio 1759 da Carlo Michele d'Attems ed elevata a parrocchiale nel 1898.
All'inizio della prima guerra mondiale, nel 1915, i colpi dell'artiglieria austriaca distrussero parte della chiesa.
Terminato il conflitto, l'arcivescovo di Gorizia e Gradisca Francesco Borgia Sedej si rivolgeva all'Ufficio tecnico della Direzione Militare Lavori della Venezia Giulia (Genio militare), chiedendo di riparare la chiesa di Mossa.
L'Ufficio, però, non rispose al monsignore, il quale decise, allora, di adibire parte della canonica a cappella.
Qualche anno dopo, per l'interessamento dell'avvocato Luigi Pettarin, furono stanziati i fondi necessari per la ricostruzione o, almeno, la riparazione della chiesa. Nel 1926, per volere della popolazione locale, non venne riparata la chiesa cinquecentesca ma ne fu costruita un'altra al centro del paese.
I lavori di costruzione della nuova parrocchiale iniziarono nell'agosto del 1926 e terminarono nell'estate del 1927.
Le rovine dell'antica chiesa scomparvero negli anni trenta e l'antica torre campanaria venne definitivamente demolita nel 1961.